# Italie aux Jeux olympiques d'été de 2008
L'Italie participe aux Jeux olympiques d'été de 2008 à Pékin.

## Liste des médaillés italiens

### Médailles d'or
| Sport               | Discipline             | Sportifs            | Performance    |
| Médailles d'or : 8  |                        |                     |                |
| Athlétisme          | 50 km marche (H)       | Alex Schwazer       | 3 h 37 min 9 s |
| Boxe                | Poids super-lourd      | Roberto Cammarelle  |                |
| Escrime             | Épée individuel (H)    | Matteo Tagliariol   |                |
| Escrime             | Fleuret individuel (F) | Valentina Vezzali   |                |
| Judo                | Moins de 57 kg (F)     | Giulia Quintavalle  |                |
| Lutte gréco-romaine | Moins de 84 kg (H)     | Andrea Minguzzi     |                |
| Natation            | 200 m nage libre (F)   | Federica Pellegrini | 1 min 54 s 82  |
| Tir                 | Skeet (F)              | Chiara Cainero      |                |

### Médailles d'argent
| Sport                  | Discipline                   | Sportifs                                                        | Performance     |
| Médailles d'argent : 9 |                              |                                                                 |                 |
| Aviron                 | 4 de couple (H)              | Luca Agamennoni Simone Venier Rossano Galtarossa Simone Raineri |                 |
| Boxe                   | Poids lourd                  | Clemente Russo                                                  |                 |
| Cyclisme sur route     | Course sur route (H)         | Davide Rebellin                                                 | 6 h 23 min 49 s |
| Kayak                  | Kayak monoplace K1 500 m (F) | Josefa Idem                                                     |                 |
| Natation               | 800 m nage libre (F)         | Alessia Filippi                                                 | 8 min 20 s 23   |
| Taekwondo              | Moins de 80 kg (H)           | Mauro Sarmiento                                                 |                 |
| Tir                    | Trap (H)                     | Giovanni Pellielo                                               | 142 pts         |
| Tir                    | Double trap (H)              | Francesco D'Aniello                                             | 187 pts         |
| Tir à l'arc            | Par équipe (H)               | Ilario Di Buò Marco Galiazzo Mauro Nespoli                      | 225 pts         |
| Voile                  | RS:X (F)                     | Alessandra Sensini                                              |                 |

### Médailles de bronze
| Sport                    | Discipline                   | Sportifs                                                                  | Performance     |
| Médailles de bronze : 10 |                              |                                                                           |                 |
| Athlétisme               | 20 km marche (F)             | Elisa Rigaudo                                                             | 1 h 27 min 12 s |
| Boxe                     | Poids mouche                 | Vincenzo Picardi                                                          |                 |
| Cyclisme sur route       | Course sur route (F)         | Tatiana Guderzo                                                           | 3 h 32 min 24 s |
| Escrime                  | Fleuret individuel (F)       | Margherita Granbassi                                                      |                 |
| Escrime                  | Fleuret individuel (H)       | Salvatore Sanzo                                                           |                 |
| Escrime                  | Épée par équipes (H)         | Alfredo Rota Matteo Tagliariol Stefano Carozzo Diego Confalonieri         |                 |
| Escrime                  | Fleuret par équipes (F)      | Valentina Vezzali Giovanna Trillini Margherita Granbassi Ilaria Salvatori |                 |
| Escrime                  | Sabre par équipes (H)        | Aldo Montano Luigi Tarantino Giampiero Pastore Diego Occhiuzzi            |                 |
| Canoë-kayak              | Kayak biplace K2 1 000 m (H) | Andrea Facchin Antonio Scaduto                                            |                 |
| Voile                    | Laser                        | Diego Romero                                                              |                 |

## Engagés italiens par sport

### Athlétisme

#### Hommes
| Épreuve               | Athlète                  | Séries      | Séries | Quarts de finale | Quarts de finale | Demi-finales | Demi-finales | Finale          | Finale        |
| Épreuve               | Athlète                  | Résultat    | Rang   | Résultat         | Rang             | Résultat     | Rang         | Résultat        | Rang          |
| --------------------- | ------------------------ | ----------- | ------ | ---------------- | ---------------- | ------------ | ------------ | --------------- | ------------- |
| 100 mètres            | Fabio Cerutti            | 10,49       | 5e     | -                | -                | -            | -            | -               | -             |
| 100 mètres            | Simone Collio            | 10,32       | 3e Q   | 10,33            | 7e               | -            | -            | -               | -             |
| 400 mètres            | Claudio Licciardello     | 45,25       | 3e Q   | NC               | NC               | 45,64        | 8e           | -               | -             |
| 1 500 mètres          | Christian Obrist         | 3 min 35,91 | 4e Q   | NC               | NC               | 3 min 37,47  | 4e Q         | 3 min 39,87     | 11e           |
| 3000m steeple         | Matteo Villani           | Abandon     | /      | -                | -                | -            | -            | -               | -             |
| Relais 4 × 100 mètres | Fabio Cerutti            | DSQ         | /      | -                | -                | -            | -            | -               | -             |
| Relais 4 × 100 mètres | Simone Collio            | DSQ         | /      | -                | -                | -            | -            | -               | -             |
| Relais 4 × 100 mètres | Emanuele Di Gregorio     | DSQ         | /      | -                | -                | -            | -            | -               | -             |
| Relais 4 × 100 mètres | Jacques Riparelli        | DSQ         | /      | -                | -                | -            | -            | -               | -             |
| 20 km marche          | Jean-Jacques Nkouloukidi | NC          | NC     | NC               | NC               | NC           | NC           | 1 h 26 min 53 s | 37e           |
| 20 km marche          | Giorgio Rubino           | NC          | NC     | NC               | NC               | NC           | NC           | 1 h 22 min 11 s | 18e           |
| 20 km marche          | Ivano Brugnetti          | NC          | NC     | NC               | NC               | NC           | NC           | 1 h 19 min 51 s | 5e            |
| 50 km marche          | Diego Cafagna            | NC          | NC     | NC               | NC               | NC           | NC           | DQ              | /             |
| 50 km marche          | Marco De Luca            | NC          | NC     | NC               | NC               | NC           | NC           | 3 h 54 min 47 s | 19e           |
| 50 km marche          | Alex Schwazer            | NC          | NC     | NC               | NC               | NC           | NC           | 3 h 37 min 9 s  | Médaille d'or |
| Saut en longueur      | Andrew Howe              | 7,81 m      | 10e    | -                | -                | -            | -            | -               | -             |
| Triple saut           | Fabrizio Donato          | 16,70 m     | 12e    | -                | -                | -            | -            | -               | -             |
| Saut en hauteur       | Alessandro Talotti       | 2,20 m      | 13e    | -                | -                | -            | -            | -               | -             |
| Saut en hauteur       | Andrea Bettinelli        | 2,25 m      | 8e     | -                | -                | -            | -            | -               | -             |
| Saut en hauteur       | Filippo Campioli         | 2,25 m      | 5e Q   | NC               | NC               | NC           | NC           | 2,20 m          | 10e           |
| Saut à la perche      | Giuseppe Gibilisco       | 5,65 m      | 6e Q   | NC               | NC               | NC           | NC           | NM              | /             |
| Lancer du disque      | Hannes Kirchler          | 56,44 m     | 16e    | -                | -                | -            | -            | -               | -             |
| Lancer du marteau     | Nicola Vizzoni           | 75,01 m     | 8e     | -                | -                | -            | -            | -               | -             |
| Lancer du marteau     | Marco Lingua             | NM          | /      | -                | -                | -            | -            | -               | -             |

#### Femmes
| Épreuve               | Athlète               | Séries       | Séries | Quarts de finale | Quarts de finale | Demi-finales | Demi-finales | Finale       | Finale             |
| Épreuve               | Athlète               | Résultat     | Rang   | Résultat         | Rang             | Résultat     | Rang         | Résultat     | Rang               |
| --------------------- | --------------------- | ------------ | ------ | ---------------- | ---------------- | ------------ | ------------ | ------------ | ------------------ |
| 100 mètres            | Anita Pistone         | 11,43        | 2e Q   | 11,56            | 6e               | -            | -            | -            | -                  |
| 200 mètres            | Vincenza Calì         | 23.44        | 6e Q   | 23.56            | 7e               | -            | -            | -            | -                  |
| 400 mètres            | Libania Grenot        | 50.87        | 1er Q  | NC               | NC               | 50.83        | 5e           | -            | -                  |
| 800 mètres            | Elisa Cusma           | 2 min 00.24  | 5e Q   | NC               | NC               | 1 min 59.52  | 5e           | -            | -                  |
| 5 000 mètres          | Silvia Weissteiner    | 15 min 23.45 | 10e    | -                | -                | -            | -            | -            | -                  |
| Marathon              | Vincenza Sicari       | NC           | NC     | NC               | NC               | NC           | NC           | 2h 33 min 31 | 29e                |
| Marathon              | Bruna Genovese        | NC           | NC     | NC               | NC               | NC           | NC           | 2h 31 min 31 | 17e                |
| Marathon              | Anna Incerti          | NC           | NC     | NC               | NC               | NC           | NC           | 2h 30 min 55 | 14e                |
| 100 mètres haies      | Micol Cattaneo        | 13.13        | 5e     | -                | -                | -            | -            | -            | -                  |
| 3 000 mètres steeple  | Elena Romagnolo       | 9 min 27.48  | 5e Q   | NC               | NC               | NC           | NC           | 9 min 30.04  | 11e                |
| Relais 4 × 100 mètres | Anita Pistone         | DSQ          | /      | -                | -                | -            | -            | -            | -                  |
| Relais 4 × 100 mètres | Giulia Arcioni        | DSQ          | /      | -                | -                | -            | -            | -            | -                  |
| Relais 4 × 100 mètres | Vincenza Calì         | DSQ          | /      | -                | -                | -            | -            | -            | -                  |
| Relais 4 × 100 mètres | Audrey Alloh          | DSQ          | /      | -                | -                | -            | -            | -            | -                  |
| 20 km marche          | Elisa Rigaudo         | NC           | NC     | NC               | NC               | NC           | NC           | 1h 27 min 12 | Médaille de bronze |
| Triple saut           | Magdelin Martinez     | 14,00m       | 11e    | -                | -                | -            | -            | -            | -                  |
| Saut en hauteur       | Antonietta Di Martino | 1,93m        | 4e Q   | NC               | NC               | NC           | NC           | 1,93m        | 7e                 |
| Lancer du poids       | Assunta Legnante      | 17,76m       | 8e     | -                | -                | -            | -            | -            | -                  |
| Lancer du poids       | Chiara Rosa           | 18,74m       | 6e Q   | NC               | NC               | NC           | NC           | 18,22m       | 11e                |
| Lancer du marteau     | Silvia Salis          | 62,28m       | 22e    | -                | -                | -            | -            | -            | -                  |
| Lancer du marteau     | Clarissa Claretti     | 71,82m       | 3e Q   | NC               | NC               | NC           | NC           | 71,33m       | 5e                 |
| Lancer du javelot     | Zahra Bani            | NM           | /      | -                | -                | -            | -            | -            | -                  |

### Aviron
| Athlète(s)                                                       | Compétition                      | Série         | Série | Quart de finale | Quart de finale | Demi-finale   | Demi-finale | Finale                 | Finale            |
| Athlète(s)                                                       | Compétition                      | Temps         | Rang  | Temps           | Rang            | Temps         | Rang        | Temps                  | Rang              |
| ---------------------------------------------------------------- | -------------------------------- | ------------- | ----- | --------------- | --------------- | ------------- | ----------- | ---------------------- | ----------------- |
| Marcello Miani                                                   | Deux de couple poids légers      | 6 min 16 s 16 | 1er   | NC              | NC              | 6 min 31 s 16 | 2e          | 6 min 16 s 15          | 4e                |
| Elia Luini                                                       | Deux de couple poids légers      | 6 min 16 s 16 | 1er   | NC              | NC              | 6 min 31 s 16 | 2e          | 6 min 16 s 15          | 4e                |
| Équipe d'Italie                                                  | Quatre de couple                 | 5 min 36 s 42 | 2e    | NC              | NC              | 5 min 51 s 20 | 1er         | 5 min 43 s 57          | Médaille d'argent |
| Giuseppe De Vita                                                 | Deux sans barreur                | 6 min 51 s 01 | 2e    | NC              | NC              | 6 min 47 s 30 | 5e          | Finale B 7 min 04 s 91 | 5e                |
| Raffaello Leonardo                                               | Deux sans barreur                | 6 min 51 s 01 | 2e    | NC              | NC              | 6 min 47 s 30 | 5e          | Finale B 7 min 04 s 91 | 5e                |
| Carlo Mornati Alessio Sartori Niccolò Mornati Lorenzo Carboncini | Quatre sans barreur              | 6 min 02 s 84 | 2e    | NC              | NC              | 6 min 05 s 21 | 6e          | Finale B 6 min 08 s 77 | 5e                |
| Equipe d'Italie                                                  | Quatre sans barreur poids légers | 5 min 54 s 12 | 3e    | NC              | NC              | 6 min 14 s 73 | 5e          | -                      | -                 |

### Boxe
| Athlète             | Catégorie                  | 16e de finale           | 8e de finale            | Quart de finale     | Demi-finale           | Finale                 |
| Athlète             | Catégorie                  | Adversaire Résultat     | Adversaire Résultat     | Adversaire Résultat | Adversaire Résultat   | Adversaire Résultat    |
| ------------------- | -------------------------- | ----------------------- | ----------------------- | ------------------- | --------------------- | ---------------------- |
| Vincenzo Picardi    | Poids mouches (-51Kg)      | Chiyanika Victoire 10-3 | Payano Victoire 8-4     | Cherif Victoire 7-5 | Jongjohor Défaite 1-7 | -                      |
| Vittorio Parrinello | Poids coqs (-54Kg)         | NC                      | Petchkoom Défaite 1-12  | -                   | -                     | -                      |
| Alessio Di Savino   | Poids plumes (-57Kg)       | Williams Défaite 1-9    | -                       | -                   | -                     | -                      |
| Domenico Valentino  | Poids légers (-60Kg)       | Tamsamani Victoire 15-4 | Ugas Défaite 2-10       | -                   | -                     | -                      |
| Clemente Russo      | Poids lourds (-91Kg)       | NC                      | Zuyev Victoire 7-1      | Usyk Victoire 7-4   | Wilder Victoire 7-1   | Chakhiyev Défaite 2-4  |
| Roberto Cammarelle  | Poids super-lourds (+91Kg) | NC                      | Tomasovic Victoire 13-1 | Rivas Victoire 9-5  | Price Victoire RSCH 2 | Zhilei Victoire RSCH 4 |

### Canoë-Kayak
| Athlète           | Compétition | Éliminatoires  | Éliminatoires | Demi-finales   | Demi-finales | Finale A       | Finale A           |
| Athlète           | Compétition | Temps          | Rang          | Temps          | Rang         | Temps          | Rang               |
| ----------------- | ----------- | -------------- | ------------- | -------------- | ------------ | -------------- | ------------------ |
| Michele Zerial    | K1 500m     | 1 min 36 s 950 | 3e            | 1 min 42 s 931 | 4e           | -              | -                  |
| Andrea Facchin    | K2 500m     | 1 min 30 s 240 | 3e            | NC             | NC           | 1 min 31 s 934 | 9e                 |
| Antonio Scaduto   | K2 500m     | 1 min 30 s 240 | 3e            | NC             | NC           | 1 min 31 s 934 | 9e                 |
| Andrea Facchin    | K2 1000m    | 3 min 18 s 897 | 3e            | NC             | NC           | 3 min 14 s 750 | Médaille de bronze |
| Antonio Scaduto   | K2 1000m    | 3 min 18 s 897 | 3e            | NC             | NC           | 3 min 14 s 750 | Médaille de bronze |
| Franco Benedini   | K4 1000m    | 2 min 58 s 627 | 2e            | NC             | NC           | 2 min 57 s 626 | 4e                 |
| Antonio Rossi     | K4 1000m    | 2 min 58 s 627 | 2e            | NC             | NC           | 2 min 57 s 626 | 4e                 |
| Alberto Ricchetti | K4 1000m    | 2 min 58 s 627 | 2e            | NC             | NC           | 2 min 57 s 626 | 4e                 |
| Luca Piemonte     | K4 1000m    | 2 min 58 s 627 | 2e            | NC             | NC           | 2 min 57 s 626 | 4e                 |

| Athlète          | Compétition | Éliminatoires | Éliminatoires | Demi-finales | Demi-finales | Finale A   | Finale A |
| Athlète          | Compétition | Temps         | Rang          | Temps        | Rang         | Temps      | Rang     |
| ---------------- | ----------- | ------------- | ------------- | ------------ | ------------ | ---------- | -------- |
| Daniele Molmenti | K1          | 168.59 pts    | 3e            | 88.56 pts    | 8e           | 230.93 pts | 10e      |
| Andrea Benetti   | C1          | 202.28 pts    | 8e            | 103.64 pts   | 6e           | 204.15 pts | 5e       |
| Erik Masoero     | C1          | 202.28 pts    | 8e            | 103.64 pts   | 6e           | 204.15 pts | 5e       |

### Cyclisme
- Route
  - Hommes : 5 coureurs pour la course en ligne, Paolo Bettini, Damiano Cunego, Davide Rebellin, Alessandro Ballan 2 coureurs pour le contre-la-montre.
  - Femmes :
- Piste
- VTT
  - Hommes :
- BMX

| Athlète           | Compétition      | Temps         | Rang |
| ----------------- | ---------------- | ------------- | ---- |
| Paolo Bettini     | Course en ligne  | 6 h 24 min 24 | 17e  |
| Franco Pellizotti | Course en ligne  | 6 h 31 min 06 | 49e  |
| Marzio Bruseghin  | Course en ligne  | 6 h 34 min 26 | 62e  |
| Vincenzo Nibali   | Contre-la-montre | 1 h 05 min 36 | 14e  |
| Marzio Bruseghin  | Contre-la-montre | h 06 min 20   | 21e  |

| Athlète               | Compétition              | Temps           | Rang |
| --------------------- | ------------------------ | --------------- | ---- |
| Marco Aurelio Fontana | Cross-country VTT hommes | 1 h 59 min 59 s | 5e   |
| Yader Zoli            | Cross-country VTT hommes | + 1 Tour        | 30e  |

| Athlète          | Compétition | Qualifications | Qualifications | Quarts de finale | Quarts de finale | Quarts de finale | Quarts de finale | Quarts de finale | Demi-finales | Demi-finales | Demi-finales | Demi-finales | Demi-finales | Finale   | Finale |
| Athlète          | Compétition | Résultat       | Rang           | Manche 1         | Manche 2         | Manche 3         | Total            | Rang             | Manche 1     | Manche 2     | Manche 3     | Total        | Rang         | Résultat | Rang   |
| ---------------- | ----------- | -------------- | -------------- | ---------------- | ---------------- | ---------------- | ---------------- | ---------------- | ------------ | ------------ | ------------ | ------------ | ------------ | -------- | ------ |
| Manuel De Vecchi | BMX hommes  | 36 s 351       | 10e            | 3                | 6                | 2                | 11               | 3e               | 6            | 7            | 7            | 20           | 8e           | -        | -      |

| Athlète         | Compétition | 1er round | Repêchage | Demi-Finales | Finale |
| Athlète         | Compétition | Rang      | Rang      | Rang         | Rang   |
| --------------- | ----------- | --------- | --------- | ------------ | ------ |
| Roberto Chiappa | Keirin      | REL       | 5e        | -            | -      |

| Athlète         | Compétition   | Qualification        | Qualification | 1/16 de finale (Repêchage)      | 1/8 de finale (Repêchage)       | Quart de finale                 | Demi-finale                     | Finale                          | Finale |
| Athlète         | Compétition   | Temps Vitesse (km/h) | Rang          | Adversaire Temps Vitesse (km/h) | Adversaire Temps Vitesse (km/h) | Adversaire Temps Vitesse (km/h) | Adversaire Temps Vitesse (km/h) | Adversaire Temps Vitesse (km/h) | Rang   |
| --------------- | ------------- | -------------------- | ------------- | ------------------------------- | ------------------------------- | ------------------------------- | ------------------------------- | ------------------------------- | ------ |
| Roberto Chiappa | Sprint hommes | 10 s 314             | 8e            | Watanabe Victoire 10.786        | Bourgain Défaite                | -                               | -                               | -                               |        |

| Athlète        | Compétition           | Points | Rang |
| -------------- | --------------------- | ------ | ---- |
| Angelo Ciccone | Course aux points     | 8      | 13e  |
| Angelo Ciccone | Course à l'américaine | 0      | 14e  |
| Fabio Masotti  | Course à l'américaine | 0      | 14e  |

### Escrime
Sélection italienne :
| Hommes - fleuret - Andrea Cassarà - Salvatore Sanzo - épée - Diego Confalonieri - Alfredo Rota - Matteo Tagliariol - Stefano Carozzo - sabre - Aldo Montano - Diego Occhiuzzi - Luigi Tarantino - Giampiero Pastore | Femmes - fleuret - Margherita Granbassi - Giovanna Trillini - Valentina Vezzali - Ilaria Salvatori - sabre - Ilaria Bianco - Gioia Marzocca |

| Athlète            | Compétition       | 1/32 de finale   | 1/16 de finale                 | 1/8 de finale          | Quarts de finale         | Demi-finales         | Match pour la médaille de bronze Matchs de classement 5-8 | Match pour la médaille de bronze Matchs de classement 5-8 | Finale                | Finale        |
| Athlète            | Compétition       | Adversaire Score | Adversaire Score               | Adversaire Score       | Adversaire Score         | Adversaire Score     | Rang                                                      | Adversaire Score                                          | Adversaire Score      | Rang          |
| ------------------ | ----------------- | ---------------- | ------------------------------ | ---------------------- | ------------------------ | -------------------- | --------------------------------------------------------- | --------------------------------------------------------- | --------------------- | ------------- |
| Diego Confalonieri | Épée individuelle | NC               | Motyka Victoire 15-10          | Imre Victoire 15-9     | Abajo Défaite 13-14      | -                    | -                                                         | -                                                         | -                     | -             |
| Matteo Tagliariol  | Épée individuelle | NC               | Torkildsen (en) Victoire 15-10 | Robeiri Victoire 15-11 | Verwijlen Victoire 15-11 | Abajo Victoire 15-12 | NC                                                        | NC                                                        | Jeannet Victoire 15-9 | Médaille d'or |

### Équitation
- Concours complet

- Saut d'obstacles

### Football
l'Équipe d'Italie espoirs de football s'est qualifiée pour les Jeux olympiques, à l'occasion du Championnat d'Europe de football Espoirs 2007.

### Gymnastique
- Concours général hommes
- Concours général femmes

### Judo
Catégories qualifiés après les Championnats du monde 2007 :
- Hommes
  - 66 kg : Giovanni Nicola Casale
  - 80 kg : Giuseppe Maddaloni
  - 90 kg : Roberto Meloni

- Femmes
  - 57 kg : Giulia Quintavalle
  - 70 kg : Ylenia Scapin
  - +78 kg : Lucia Morico

### Natation
- Hommes

- Femmes

### Volley-ball
L'équipe masculine a obtenu sa qualification lors d'un des Tournois mondiaux 2008 de qualification
L'équipe féminine, a obtenu sa qualification en remportant la Coupe du monde de volley-ball féminin 2007
| Hommes | Femmes - Taismary Agüero - Sara Anzanello - Paola Cardullo - Antonella Del Core - Francesca Ferretti - Simona Gioli - Martina Guiggi - Eleonora Lo Bianco - Francesca Piccinini - Serena Ortolani - Manuela Secolo |